# Ultra-Trail du Mont-Blanc

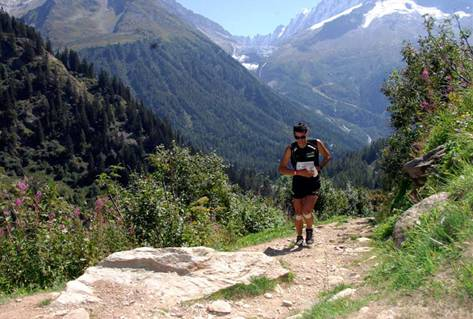
Kílian Jornet i Burgada, vincitore di quattro edizioni dell'UTMB, impegnato nella gara del 2008

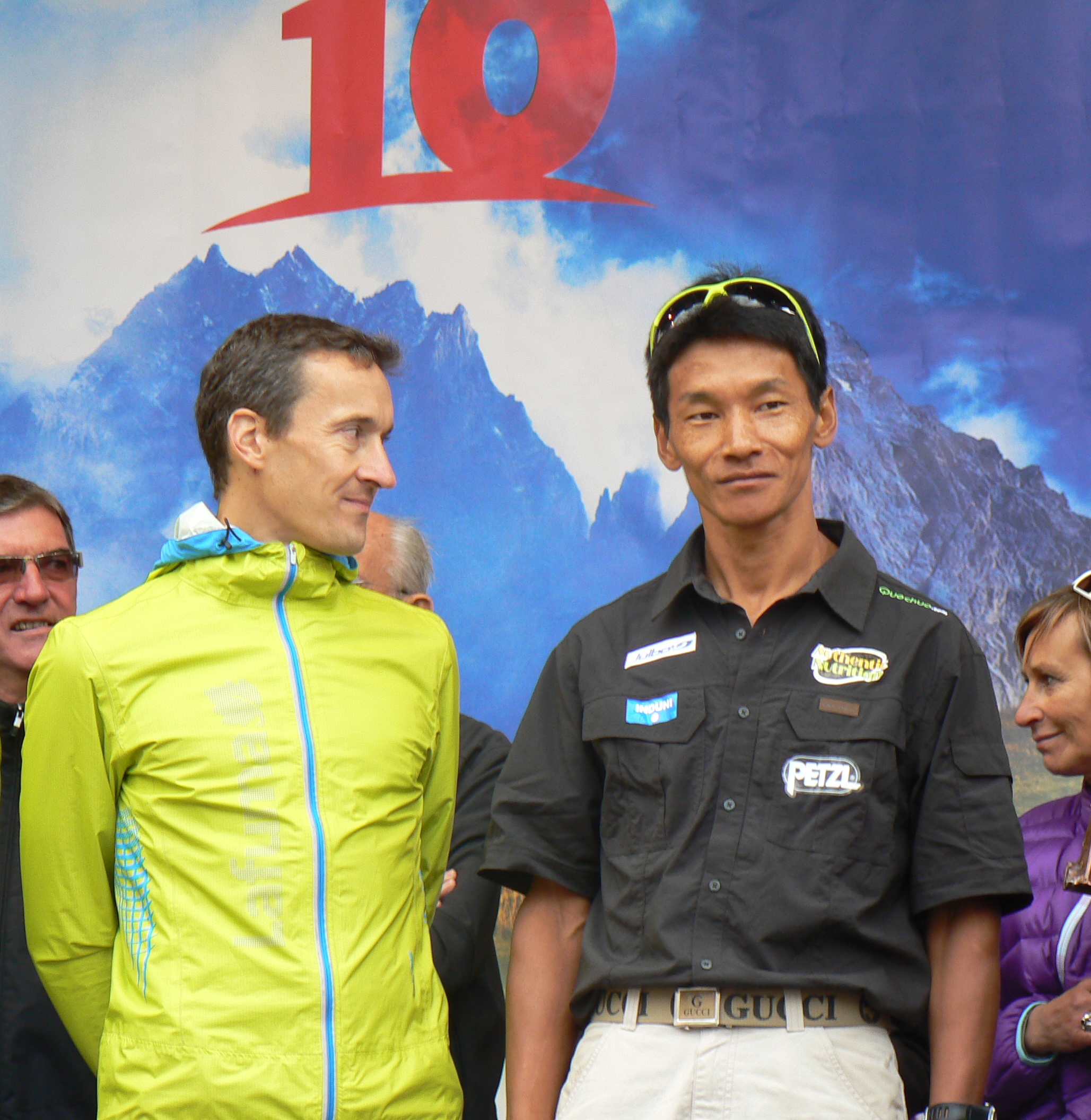
Da sinistra Lionel Trivel e Dachhiri Sherpa, rispettivamente 2º e 1º al TDS 2012. Dawa Sherpa ha vinto la prima edizione dell'UTMB.

L'Ultra-Trail du Mont Blanc (abbreviata in UTMB) è una corsa internazionale sulla distanza in semi-autonomia che si svolge sui tre versanti (francese, italiano e svizzero) del Monte Bianco. La distanza attualmente è di 170 km con 10 000 metri di dislivello positivo, mentre fino al 2008 è stata di 150 km per 8 000 metri di dislivello.

## Descrizione
La manifestazione, che prende il via e termina a Chamonix nel mese di agosto, ha un tempo limite di 46 ore e un numero massimo di partecipanti di 2 300 atleti.
Nel periodo della competizione, oltre all'UTMB vera e propria, si disputano anche altre quattro corse, per un totale di cinque gare:
- l'Ultra-Trail du Mont-Blanc (UTMB), che dà il nome a tutta la manifestazione, di 170 km e 10 000+, partenza da Chamonix, tempo limite di 46 ore, 2 300 il numero massimo di partecipanti;[2]
- la Courmayeur-Champex-Chamonix (CCC), di 100 km e 5 950+, con partenza da Courmayeur, tempo limite di 26 ore, 1 900 il numero massimo di partecipanti;[3]
- la Sur les Traces des Ducs de Savoie (TDS), di circa 119 km e 7 250+, partenza da Courmayeur, tempo limite di 33 ore, 1 500 il numero massimo di partecipanti;[4]
- La Petite Trotte a Leon (PTL), di circa 300 km e 24 000+, tempo limite di circa 150 ore a seconda delle edizioni. È il giro più largo del Monte Bianco, si disputa a squadre, in autonomia totale ed è senza classifica;[5]
- la OCC (Orsières - Champex - Chamonix) di 53 km e 3 300+, con partenza da Orsières in Svizzera e arrivo a Chamonix;[6]
- la YCC ( Youth - Courmayeur - Chamonix ) gara dedicata ai giovani dai 15 ai 22 anni, consiste in un prologo in centro a Chamonix il martedì della settimana del UTMB e il giorno seguente a Courmayeur una prova di corsa in montagna da 15-8-4 km con dislivello, in base alle categorie di appartenenza. Nel 2017 unico trionfo italiano ad oggi nella gara dedicata ai giovani di Davide Magnini.

## Albo d'oro
Nella seguente tabella sono elencati i vincitori dal 2003. Nel 2010 e 2012 il percorso è stato ridotto per il maltempo.
| Anno | Partenti      | Arrivati      | Uomini                      | Uomini        | Donne                  | Donne         |
| Anno | Partenti      | Arrivati      | Vincitore                   | Tempo         | Vincitrice             | Tempo         |
| ---- | ------------- | ------------- | --------------------------- | ------------- | ---------------------- | ------------- |
| 2003 | 722           | 67            | Dachhiri Sherpa             | 20h05'58"     | Kristin Moehl          | 29h38'23"     |
| 2004 | 1383          | 420           | Vincent Delebarre           | 21h06'18"     | Colette Borcard        | 26h08'54"     |
| 2005 | 2000          | 774           | Christophe Jaquerod         | 21h11'07"     | Lizzy Hawker           | 26h53'51"     |
| 2006 | 2535          | 1151          | Marco Olmo                  | 21h06'06"     | Karine Herry           | 25h22'20"     |
| 2007 | 2319          | 1437          | Marco Olmo (2)              | 21h31'58"     | Nikki Kimball          | 25h23'45"     |
| 2008 | 2500          | 1269          | Kílian Jornet i Burgada     | 20h56'59"     | Lizzy Hawker (2)       | 25h19'41"     |
| 2009 | 2500          | 1382          | Kílian Jornet i Burgada (2) | 21h33'18"     | Kristin Moehl (2)      | 24h56'01"     |
| 2010 | 2500          | 1127          | Jez Bragg                   | 10h30'37"     | Lizzy Hawker (3)       | 11h47'30"     |
| 2011 | 2500          | 1133          | Kílian Jornet i Burgada (3) | 20h36'43"     | Lizzy Hawker (4)       | 25h02'00"     |
| 2012 | 2483          | 2122          | François D'Haene            | 10h32'36"     | Lizzy Hawker (5)       | 12h32'13"     |
| 2013 | 2468          | 1685          | Xavier Thévenard            | 20h34'57"     | Rory Bosio             | 22h37'26"     |
| 2014 | 2432          | 1582          | François D'Haene (2)        | 20h11'44"     | Rory Bosio (2)         | 23h23'20"     |
| 2015 | 2562          | 1631          | Xavier Thévernard (2)       | 21h09'15"     | Nathalie Mauclair      | 25h15'33"     |
| 2016 |               | 1468          | Ludovic Pommeret            | 22h00'02"     | Caroline Chaverot      | 25h15'40"     |
| 2017 |               | 1687          | François D'Haene (3)        | 19h01'32"     | Núria Picas            | 25h46'43"     |
| 2018 |               | 1778          | Xavier Thevenard (3)        | 20h44'16"     | Francesca Canepa       | 26h03'48"     |
| 2019 |               | 1556          | Pau Capell                  | 20h19'07"     | Courtney Dauwalter     | 24h34'26"     |
| 2020 | Non disputata | Non disputata | Non disputata               | Non disputata | Non disputata          | Non disputata |
| 2021 |               |               | François D'Haene (4)        | 20h45'59"     | Courtney Dauwalter (2) | 22h30'54"     |
| 2022 | 2627          | 1789          | Kílian Jornet i Burgada (4) | 19h49'30"     | Katie Schide           | 23h15'12"     |
| 2023 | 2693          | 1757          | Jim Walmsley                | 19h37'43"     | Courtney Dauwalter (3) | 23h29'14"     |
| 2024 | 2761          | 1760          | Vincent Bouillard           | 19h54'23"     | Katie Schide (2)       | 22h09'31"     |